# (7740) Petit
(7740) Petit est un astéroïde de la ceinture principale.

## Description
(7740) Petit est un astéroïde de la ceinture principale. Il fut découvert par Edward L. G. Bowell le 6 septembre 1983 à la station Anderson Mesa de l'observatoire Lowell. Il présente une orbite caractérisée par un demi-grand axe de 2,3702 UA, une excentricité de 0,1144 et une inclinaison de 7,2185° par rapport à l'écliptique.
Il fut nommé en hommage à l'astronome français Jean-Marc Petit, né en 1961, pour ses travaux sur la dynamique des anneaux planétaires. Petit a aussi conduit des recherches sur l'évolution collisionnelle de la ceinture d'astéroïdes et l'évolution dynamique du système (243) Ida-Dactyle. Son nom fut suggéré et ce court texte fourni par Alessandro Morbidelli.

## Compléments